# Cryptodus obscurus
Cryptodus obscurus är en skalbaggsart som beskrevs av Macleay 1871. Cryptodus obscurus ingår i släktet Cryptodus och familjen Dynastidae. Inga underarter finns listade i Catalogue of Life.